# Курбатов, Пётр Васильевич
Пётр Васильевич Курбатов (1672 — 1747) — деятель времён Петра Великого. Отец писателя Петра Курбатова (1710 или 1711—1786).
Сын дьяка; в 1698 ездил с А. А. Матвеевым в Голландию; неоднократно сопровождал Петра Великого в его путешествиях по Европе.
В 1707 году по поручению Петра I пытался склонить Францию к посредничеству между Россией и Швецией при заключении мира. Однако французский министр иностранных дел де Торси уклонился от вмешательства, и переговоры в Париже были безрезультатны.
С 1708 года — секретарь посольской канцелярии
С 1719 года — секретарь-асессор в Коллегии иностранных дел.
В 1723 году подготавливал коронацию Екатерины I, а впоследствии — Петра II и Анны Ивановны.